# Internazionali di Tennis di Bergamo 2014
Gli Internazionali di Tennis di Bergamo 2014 sono stati un torneo di tennis facente parte della categoria ATP Challenger Tour nell'ambito dell'ATP Challenger Tour 2014. È stata la 9ª edizione del torneo che si è giocata a Bergamo in Italia dal 10 al 16 febbraio 2014 su campi in cemento e aveva un montepremi di €42,500+H.

## Partecipanti singolare

### Teste di serie
| Nazionalità          | Giocatore          | Ranking* | Testa di serie |
| -------------------- | ------------------ | -------- | -------------- |
| Germania             | Dustin Brown       | 104      | 1              |
| Germania             | Jan-Lennard Struff | 119      | 2              |
| Bosnia ed Erzegovina | Damir Džumhur      | 145      | 3              |
| Lituania             | Ričardas Berankis  | 151      | 4              |
| Italia               | Marco Cecchinato   | 167      | 5              |
| Germania             | Matthias Bachinger | 169      | 6              |
| Italia               | Matteo Viola       | 172      | 7              |
| Russia               | Konstantin Kravčuk | 178      | 8              |

- Ranking al 3 febbraio 2014.

### Altri partecipanti
Giocatori che hanno ricevuto una wild card:
- Gianluigi Quinzi
- Andrea Falgheri
- Simone Bolelli
- Matteo Donati

Giocatori che sono passati dalle qualificazioni:
- Edward Corrie
- Matteo Trevisan
- Karol Beck
- Federico Gaio

## Partecipanti doppio

### Teste di serie
| Nazionalità | Giocatore         | Nazionalità | Giocatore          | Ranking* | Testa di serie |
| ----------- | ----------------- | ----------- | ------------------ | -------- | -------------- |
| Germania    | Dustin Brown      | Stati Uniti | Austin Krajicek    | 175      | 1              |
| Finlandia   | Henri Kontinen    | Svezia      | Andreas Siljeström | 207      | 2              |
| Brasile     | Marcelo Demoliner | Rep. Ceca   | Jaroslav Pospíšil  | 285      | 3              |
| Italia      | Riccardo Ghedin   | Italia      | Claudio Grassi     | 290      | 4              |

- Ranking al 3 febbraio 2014.

### Altri partecipanti
Coppie che hanno ricevuto una wild card:
- Karol Beck /  Michal Mertiňák
- Roberto Marcora /  Matteo Trevisan
- Gianluigi Quinzi /  Adelchi Virgili

## Vincitori

### Singolare
Simone Bolelli ha battuto  Jan-Lennard Struff con il punteggio di 7–6(6), 6–4.

### Doppio
Karol Beck /  Michal Mertiňák hanno battuto in finale  Konstantin Kravčuk /  Denys Molčanov 4–6, 7–5, [10–6].